# 小玉鼠 (妖怪)
小玉鼠（こだまねずみ）は、秋田県北秋田郡のマタギ（猟師）たちに伝わる幻獣。

## 概要

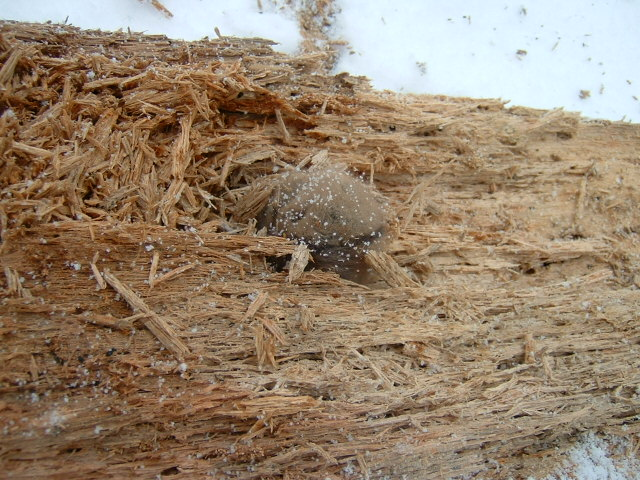
参考 : ヤマネの冬眠

外観はその名の通りハツカネズミ、またはヤマネに似た獣で、体形は球形に近く、体を丸めて冬眠中のヤマネを思わせる。
人間に危害を加えるような存在には見えないが、山中で人間に出会うと、立ち止まってみるみる体を膨らませ、次の瞬間、鉄砲のような轟音と共に自分の体を破裂させ、肉や内臓を生々しく周囲に撒き散らす（破裂せずに周囲を飛び回って破裂音を鳴らすという説もある）。
この小玉鼠の信じられない行動は、マタギたちは山の神の怒りや警告として恐れており、この怪異に遭うとすぐに猟をやめた。無理に猟を続けても獲物が取れず、それどころか雪崩などの災害に遭うこともあったという。祟られてしまった者は、家へ帰って「ナムアブラウンケンソワカ」と呪文を唱えることでお祓いを行なうことができるという。
マタギの間に伝承によれば、小玉流という流派のマタギ7人が山に入り、山の神の罰によって彼らの霊が小玉鼠に化身したといわれている。
また、「小玉鼠」とはヤマネの別名でもあるが、実在の動物であるヤマネが幻獣の小玉鼠の正体だという説もあり、冬眠中のヤマネを掘り起こしてしまったマタギが、その罪悪感から祟りがあると考え、この伝承に繋がったとする説も唱えられている。